# Paul Goma
Paul Goma (ur. 2 października 1935 w Manu, zm. 25 marca 2020 w Paryżu) – rumuński pisarz, działacz społeczny. Ze względu na swoją działalność opozycyjną w latach 70. jest nazywany „rumuńskim Sołżenicynem”.

## Biografia
W wyniku ustaleń Paktu Ribbentrop-Mołotow, która oddawała Besarabię pod władzę Związku Radzieckiego, rodzina Paula Gomy uciekła do Rumunii.
Za udział w protestach studenckich w 1956 roku został skazany na karę dwóch lat i pięciu miesięcy pozbawienia wolności. Historię protestów i pobyt w więzieniu opisał w powieści pt. Ostinato. Książka po raz pierwszy ukazała się w 1971 roku w Niemczech. Za wydanie książki Goma w 1973 roku stracił pracę.
Po odmowie przez Nicolae Ceaușescu udziału Rumunii w interwencji w Czechosłowacji Paul Goma wstąpił do Rumuńskiej Partii Komunistycznej.

### Działalność opozycyjna w latach 70.
W latach 70. założył ruch obywatelski liczący 25 artystów i intelektualistów (wśród nich znajdowała się m.in. malarka Carmen Maria Manole). Grupa Gomy domagała się przestrzegania konstytucji i respektowania praw człowieka. Większość członków grupy Paula Gomy przyłączyła się do ruchu, by móc szybko wyjechać z Rumunii. Z tego względu popularne w Rumunii stało się powiedzenie „paszporty Gomy”. Ruch Gomy skrytykował pisarz Eugen Barbu, który nazwał lidera grupy „nikim”.
25 stycznia 1977 roku Paul Goma wysłał list do czeskiego opozycjonisty Pavla Kohouta, w którym poparł ruch obywatelski „Karta 77”. W lutym wysłał list do Nicolae Ceaușescu, w którym wezwał go do przyjęcia celów „Karty 77”. 17 lutego uczestnicy belgradzkiej konferencji KBWE otrzymali manifest Gomy (tekst rozpowszechniło później Radio Wolna Europa). Po konferencji KBWE Nicolae Ceaușescu polecił Cornelowi Burticy (szwagrowi Gomy) przeprowadzenie rozmowy z pisarzem. Rozmowa z 22 lutego nie przyniosła rezultatów. 1 marca Goma wysłał drugi list do Nicolae Ceaușescu, z żądaniem przywrócenia równowagi między polityką wewnętrzną a zewnętrzną. 22 marca w siedzibie Komitetu Centralnego odbyła się druga rozmowa między Gomą a Burticą. Po odmowie wszelkich ustępstw przez Gomę Nicolae Ceaușescu kazał wyłączyć pisarzowi telefon, a Securitate ustawiło przed mieszkaniem opozycjonisty zawodowego boksera, który prezentował swoje umiejętności wobec wszystkich, którzy chcieli odwiedzić Gomę. Pisarzowi grożono śmiercią, zwolniono go z pracy oraz wykluczono ze Związku Pisarzy, a prasa rozpoczęła kampanię pomówień o charakterze antysemickim (żoną pisarza była Żydówka). 1 kwietnia 1977 roku został aresztowany.

### Amnestia i wyjazd do Francji
W wyniku amnestii wyszedł z więzienia w maju 1977 roku. Prawdopodobnie Nicolae Ceaușescu podjął tę decyzję pod wpływem protestów zagranicznych pisarzy (m.in. Arthura Millera i Jean-Paula Sartre’a). W listopadzie 1977 roku Gomie pozwolono wyjechać do Francji, gdzie otrzymał status uchodźcy politycznego. Po przeprowadzce krytykował politykę Ceaușescu. W 1982 roku przeżył zamach przeprowadzony przez Securitate. Pisarz nie wrócił do Rumunii po rumuńskiej rewolucji 1989 roku, zamieszkał we Francji.
W 2013 roku Związek Pisarzy Republiki Mołdawii wysunął kandydaturę Paula Gomy do Literackiej Nagrody Nobla.
Zmarł 25 marca 2020 r. w Paryżu na COVID-19 podczas pandemii COVID-19.

## Kontrowersje
W lipcu 2003 roku rumuński historyk Radu Ioanid oskarżył pisarza o antysemickie poglądy. Iaonid w artykule pt. Paul Goma – między Belleville a Bukaresztem (rum. Paul Goma – între Belleville și București) przyczynił się do utrwalenia w Rumunii i Mołdawii obrazu antysemickiej części rumuńskiej inteligencji oraz roli, jaką w jej szerzeniu odegrał Paul Goma. Historyk w artykule odwoływał się m.in. do eseju Czerwony tydzień: 28 czerwca – 3 lipca albo Besarabia i Żydzi (rum. Săptămâna roșie 28 iunie-3 iulie sau Basarabia și Evreii), który opublikowano w 2002 roku.